# 505-ös busz
Az 505-ös busz a budapesti agglomerációban közlekedő helyközi járat, a budapesti Örs vezér terét és Monort köti össze. 2016. október 2-áig 2211-es jelzéssel közlekedett.

## Útvonala
| Monor, autóbusz-állomás felé | Budapest, Örs vezér tere felé |
| --- | --- |
| Budapest, Örs vezér tere vá. – Kerepesi út – Keresztúri út – Pesti út – Zrínyi utca – Ecser, Rákóczi utca – Bajcsy-Zsilinszky utca – Maglód, Ecseri út – Sugár út – Wodianer utca – Fő út – Katona József utca – Gyömrő, Dózsa György utca – Tulipán utca – Szegfű utca – Széchenyi István utca – Táncsics Mihály út – Szent István út – Dózsa György utca – Bajcsy-Zsilinszky utca – Péteri, Petőfi Sándor utca – Monor, Péteri út – Kossuth Lajos út – Bocskai utca – Monor, autóbusz-állomás vá. | Monor, autóbusz-állomás vá. – Bocskai utca – Kossuth Lajos út – Péteri út – Péteri, Petőfi Sándor utca – Gyömrő, Bajcsy-Zsilinszky utca – Dózsa György utca – Szent István út – Táncsics Mihály út – Széchenyi István utca – Szegfű utca – Tulipán utca – Dózsa György utca – Maglód, Katona József utca – Fő út – Wodianer utca – Sugár út – Ecseri út – Ecser, Bajcsy-Zsilinszky utca – Rákóczi utca – Budapest, Zrínyi utca – Pesti út – Jászberényi út – Dreher Antal út – Élessarok – Fehér út – Budapest, Örs vezér tere vá. |

## Megállóhelyei
| 505 (Budapest, Örs vezér tere – Rákoskeresztúr városközpont – Monor, autóbusz-állomás) | 505 (Budapest, Örs vezér tere – Rákoskeresztúr városközpont – Monor, autóbusz-állomás) | 505 (Budapest, Örs vezér tere – Rákoskeresztúr városközpont – Monor, autóbusz-állomás) | 505 (Budapest, Örs vezér tere – Rákoskeresztúr városközpont – Monor, autóbusz-állomás) | 505 (Budapest, Örs vezér tere – Rákoskeresztúr városközpont – Monor, autóbusz-állomás) | 505 (Budapest, Örs vezér tere – Rákoskeresztúr városközpont – Monor, autóbusz-állomás) | 505 (Budapest, Örs vezér tere – Rákoskeresztúr városközpont – Monor, autóbusz-állomás) | 505 (Budapest, Örs vezér tere – Rákoskeresztúr városközpont – Monor, autóbusz-állomás) |
| Sorszám (↓)                                                                            | Sorszám (↓)                                                                            | Megállóhely                                                                            | Sorszám (↑)                                                                            | Sorszám (↑)                                                                            | Átszállási kapcsolatok |                                                                                        |                                                                                        |
| -------------------------------------------------------------------------------------- | -------------------------------------------------------------------------------------- | -------------------------------------------------------------------------------------- | -------------------------------------------------------------------------------------- | -------------------------------------------------------------------------------------- | --- | -------------------------------------------------------------------------------------- | -------------------------------------------------------------------------------------- |
|                                                                                        | 0                                                                                      | Budapest, Örs vezér tere végállomás                                                    | 33                                                                                     |                                                                                        | 3, 62, 62A 80, 81, 82, 82A 10, 31, 32, 44, 45, 67, 85, 85E, 97E, 131, 144, 161, 161A, 161E, 168E, 169E, 174, 176E, 231, 244, 276E, 277 410, 419, 430, 440, 441, 484, 485, 486, 510 1040, 1049, 1070, 1075, 1077, 1078 |                                                                                        |                                                                                        |
| 0                                                                                      | 1                                                                                      | Budapest, Rákoskeresztúr városközpont végállomás                                       | 32                                                                                     | 32                                                                                     | 46, 97E, 98, 161, 161A, 161E, 162, 169E, 195, 198, 202E, 262 484, 485, 486, 504, 506, 508, 509, 510 1070, 1075 |                                                                                        |                                                                                        |
| 1                                                                                      | 2                                                                                      | Budapest, Tápióbicske utca                                                             | 31                                                                                     | 31                                                                                     | 97E, 161, 161E, 202E 504, 506, 508, 509, 510 |                                                                                        |                                                                                        |
| 2                                                                                      | 3                                                                                      | Budapest, Kucorgó tér                                                                  | 30                                                                                     | 30                                                                                     | 97E, 161, 161E, 162, 197, 202E, 262 504, 506, 508, 509, 510 |                                                                                        |                                                                                        |
| 3                                                                                      | 4                                                                                      | Budapest, Schell Gyuláné tér                                                           | 29                                                                                     | 29                                                                                     | 97E, 162, 197, 262 504, 506, 508 |                                                                                        |                                                                                        |
| Budapest–Ecser közigazgatási határa                                                    |                                                                                        |                                                                                        |                                                                                        |                                                                                        | |                                                                                        |                                                                                        |
| 4                                                                                      | 5                                                                                      | Ecser, 6-os őrház                                                                      | 28                                                                                     | 28                                                                                     | 504, 506, 508 |                                                                                        |                                                                                        |
| 5                                                                                      | 6                                                                                      | Ecser, Steinmetz Kapitány utca                                                         | 27                                                                                     | 27                                                                                     | 504, 506, 508 |                                                                                        |                                                                                        |
| 6                                                                                      | 7                                                                                      | Ecser, művelődési ház                                                                  | 26                                                                                     | 26                                                                                     | 504, 506, 508, 575 |                                                                                        |                                                                                        |
| 7                                                                                      | 8                                                                                      | Ecser, újtelep                                                                         | 25                                                                                     | 25                                                                                     | 504, 506, 508, 575 |                                                                                        |                                                                                        |
| Ecser–Maglód közigazgatási határa                                                      |                                                                                        |                                                                                        |                                                                                        |                                                                                        | |                                                                                        |                                                                                        |
| 8                                                                                      | 9                                                                                      | Maglód, Falusi temető                                                                  | 24                                                                                     | 24                                                                                     | 504, 506, 508, 575 |                                                                                        |                                                                                        |
| 9                                                                                      | 10                                                                                     | Maglód, Dózsa György utca                                                              | 23                                                                                     | 23                                                                                     | 504, 506, 508575 |                                                                                        |                                                                                        |
| 10                                                                                     | 11                                                                                     | Maglód, művelődési ház                                                                 | 22                                                                                     | 22                                                                                     | 504, 506, 508, 575 |                                                                                        |                                                                                        |
| 11                                                                                     | 12                                                                                     | Maglód, sportpálya                                                                     | 21                                                                                     | 21                                                                                     | 504, 506, 508, 575 |                                                                                        |                                                                                        |
| 12                                                                                     | 13                                                                                     | Maglód, benzinkút                                                                      | 20                                                                                     | 20                                                                                     | 504, 506, 508, 575 |                                                                                        |                                                                                        |
| 13                                                                                     | 14                                                                                     | Maglód, Jókai utca                                                                     | 19                                                                                     | 19                                                                                     | 504, 506, 508, 509, 510, 575 |                                                                                        |                                                                                        |
| 14                                                                                     | 15                                                                                     | Maglód, Határ utca                                                                     | 18                                                                                     | 18                                                                                     | 504, 506, 508, 509, 510, 575 |                                                                                        |                                                                                        |
| Maglód–Gyömrő közigazgatási határa                                                     |                                                                                        |                                                                                        |                                                                                        |                                                                                        | |                                                                                        |                                                                                        |
| 15                                                                                     | 16                                                                                     | Gyömrő, vasúti átjáró                                                                  | 17                                                                                     | 17                                                                                     | 504, 508, 509, 510, 575 |                                                                                        |                                                                                        |
| 16                                                                                     | 17                                                                                     | Gyömrő, Garamszegi ház                                                                 | 16                                                                                     | 16                                                                                     | 504 |                                                                                        |                                                                                        |
| 17                                                                                     | 18                                                                                     | Gyömrő, vasútállomás                                                                   | 15                                                                                     | 15                                                                                     | 504 S60 G60 |                                                                                        |                                                                                        |
| 18                                                                                     | 19                                                                                     | Gyömrő, Széchenyi utca                                                                 | 14                                                                                     | 14                                                                                     | 504 |                                                                                        |                                                                                        |
| 19                                                                                     | 20                                                                                     | Gyömrő, városháza                                                                      | 13                                                                                     | 13                                                                                     | 504, 508, 509, 510, 575 |                                                                                        |                                                                                        |
| 20                                                                                     | 21                                                                                     | Gyömrő, Malom utca                                                                     | 12                                                                                     | 12                                                                                     | 504 |                                                                                        |                                                                                        |
| 21                                                                                     | 22                                                                                     | Gyömrő, Akácfa utca                                                                    | 11                                                                                     | 11                                                                                     | 504 |                                                                                        |                                                                                        |
| 22                                                                                     | 23                                                                                     | Gyömrő, református templom                                                             | 10                                                                                     | 10                                                                                     | 504, 509 |                                                                                        |                                                                                        |
| 23                                                                                     | 24                                                                                     | Gyömrő, Schiff ház                                                                     | 9                                                                                      | 9                                                                                      | 504, 509 |                                                                                        |                                                                                        |
| 24                                                                                     | 25                                                                                     | Gyömrő, útelágazás                                                                     | 8                                                                                      | 8                                                                                      | 504, 509 |                                                                                        |                                                                                        |
| Gyömrő–Péteri közigazgatási határa                                                     |                                                                                        |                                                                                        |                                                                                        |                                                                                        | |                                                                                        |                                                                                        |
| 25                                                                                     | 26                                                                                     | Péteri, Tövespuszta                                                                    | 7                                                                                      | 7                                                                                      | 504, 509, 512 |                                                                                        |                                                                                        |
| 26                                                                                     | 27                                                                                     | Péteri, községháza                                                                     | 6                                                                                      | 6                                                                                      | 504, 509, 512 |                                                                                        |                                                                                        |
| 27                                                                                     | 28                                                                                     | Péteri, vasúti megállóhely elágazás                                                    | 5                                                                                      | 5                                                                                      | 504, 509, 512 |                                                                                        |                                                                                        |
| 28                                                                                     | 29                                                                                     | Péteri, Horgásztó                                                                      | 4                                                                                      | 4                                                                                      | 504, 509 |                                                                                        |                                                                                        |
| Péteri–Monor közigazgatási határa                                                      |                                                                                        |                                                                                        |                                                                                        |                                                                                        | |                                                                                        |                                                                                        |
| 29                                                                                     | 30                                                                                     | Monor, Bereki dűlő                                                                     | 3                                                                                      | 3                                                                                      | 504, 509 |                                                                                        |                                                                                        |
| 30                                                                                     | 31                                                                                     | Monor, Mátra utca                                                                      | 2                                                                                      | 2                                                                                      | 504, 509 |                                                                                        |                                                                                        |
| 31                                                                                     | 32                                                                                     | Monor, Kossuth Lajos utca                                                              | 1                                                                                      | 1                                                                                      | 504, 509 |                                                                                        |                                                                                        |
| 32                                                                                     | 33                                                                                     | Monor, Vigadó                                                                          | ∫                                                                                      | ∫                                                                                      | 504, 509, 513, 514, 515, 516, 517, 518, 580, 585, 586, 587, 595 |                                                                                        |                                                                                        |
| 33                                                                                     | 34                                                                                     | Monor, autóbusz-állomás végállomás                                                     | 0                                                                                      | 0                                                                                      | 504, 509, 513, 514, 515, 516, 517, 518, 580, 585, 586, 587, 595 |                                                                                        |                                                                                        |